# 臺灣機械公司船舶廠關廠抗爭運動
台灣機械公司船舶廠抗爭事件，是約自1996年底起發生的長期抗爭事件。

## 過程
1990年代後期，在中華民國公營事業民營化浪潮中，台灣機械公司因連年虧損而成為民營化的主要對象。台機鋼品廠於1996年5月售給統一實業；台機船舶廠則決定賣給東南水泥，11月29日完成簽約。
依雙方承諾，台機船舶廠員工將隨廠房轉移，但船舶廠員工約250多人中有131多人不願隨同移轉。而台機原先承諾不願移轉者可回台機總公司服務，後來又反悔、並認為依《公營事業移轉民營條例》規定不隨同轉移者應辦理離職，因而引發員工抗爭。
1996年12月27日，台機船舶廠員工堵住廠區出入口，阻止雙方點交財物。
1997年3月起，由於台機仍將持續分廠讓售剩餘的合金鋼廠及重機廠，因此決定強制裁員精簡人力，許多人先前不願隨廠房移轉的船舶廠員工也因此遭資遣。台機並將其中79人列入向東南水泥推薦之名單，但東南水泥認為該79人已被台機資遣而不願意接受，引發被資遣員工長期抗爭。
1998年11月22日，台機失業員工發起遊行，前往東南水泥總部、當時正意圖競選連任的高雄市市長吳敦義競選總部及高雄霖園大飯店（失業員工認為，董事長林炳坤為東南水泥大股東，仍以立法委員身分主導將台機船舶廠土地賤賣給東南水泥）進行抗議，與警方發生推擠。